# Mikko Kuningas
Mikko Kuningas (Luumäki, 30 novembre 1996) è un calciatore finlandese, centrocampista del Crema.

## Carriera

### Club
Ha giocato nella massima serie finlandese.

### Nazionale
Ha militato nelle nazionali giovanili finlandesi Under-19, Under-20 ed Under-21.

## Palmarès

### Club

#### Competizioni nazionali
- Coppa di Lega finlandese: 1

Lahti: 2016
- Coppa di Finlandia: 1

Inter Turku: 2017-2018
- USL Championship: 1

Orange County: 2021